# 尤巴 (密歇根州)
尤巴（英語：Yuba）是位於美國密歇根州大特拉弗斯縣阿克米鎮區的一個非建制地區。

## 歷史
1852年，大衛·R·柯蒂斯（David R. Curtis）於尤巴定居。尤巴於1865年至1904年期間曾擁有其郵政局，其中首任局長威廉·H·法夫（William H. Fife）為附近村落法夫萊克名字的由來。

## 地理
尤巴位處密歇根湖大特拉弗斯灣東部沿岸、埃爾克拉皮茲以南4.8英里（7.7）及縣治特拉弗斯城東北7.4英里（11.9）。尤巴所處的海拔為高於海平面185米（即607英呎），而該地所採用的時區為UTC-5，即北美东部時區（EST）。同時該地設有夏令時間，為UTC-5調快一小時，即UTC-4（EDT）。